# Labdacsbogárszerűek
A labdacsbogárszerűek (Byrrhoidea) a rovarok (Insecta) osztályába, ezen belül a bogarak (Coleoptera) rendjébe és a mindenevő bogarak (Polyphaga) alrendjébe tartozó öregcsalád. Az ide sorolt 12 család nagy része vízi vagy vízparti élőhelyekhez kötődik. Méretük jellemzően 1 cm alatti.

## Rendszerezés
Az öregcsaládba tartozó családok:
- Labdacsbogárfélék (Byrrhidae) (Latreille, 1804)
- Callirhipidae (Emden, 1924)
- Chelonariidae (Blanchard, 1845)
- Cneoglossidae (Champion, 1897)
- Fülescsápúbogár-félék (Dryopidae) (Billberg, 1820)
- Karmosbogárfélék (Elmidae) (Curtis, 1830)
- Eulichadidae (Crowson, 1973)
- Iszapbogárfélék (Heteroceridae) (MacLeay, 1825)
- Partibogárfélék (Limnichidae) (Erichson, 1846)
- Lutrochidae (Kasap and Crowson, 1975)
- Vízifillérfélék (Psephenidae) (Lacordaire, 1854)
- Ptilodactylidae (Laporte, 1836)

## Képek

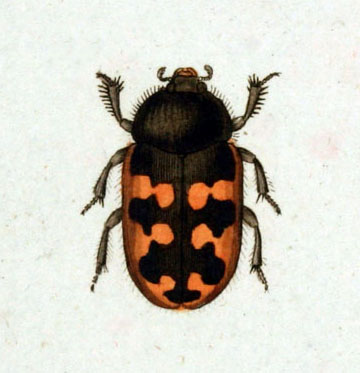
Heterocerus marginatus (Iszapbogárfélék)
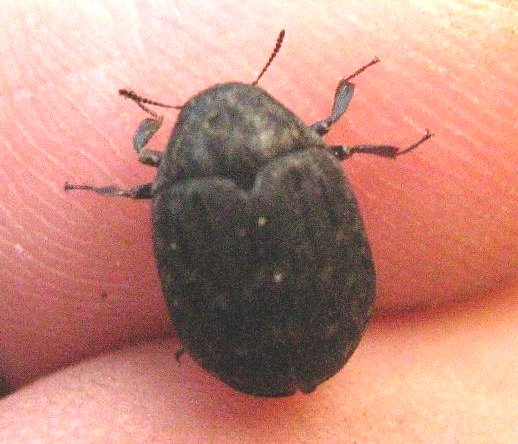
Byrrhus pilula (Labdacsbogárfélék)
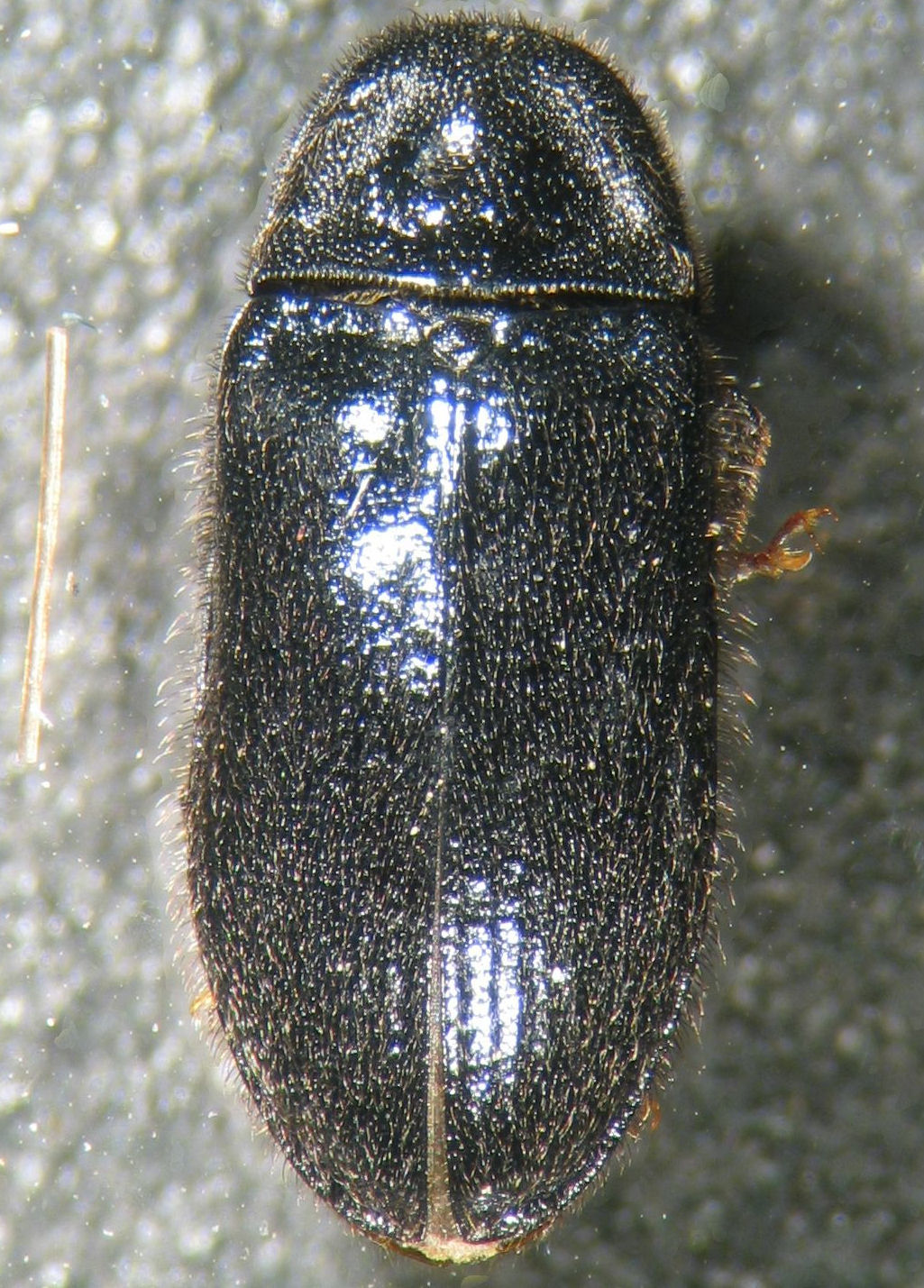
Brounia thoracica (Chelonariidae)
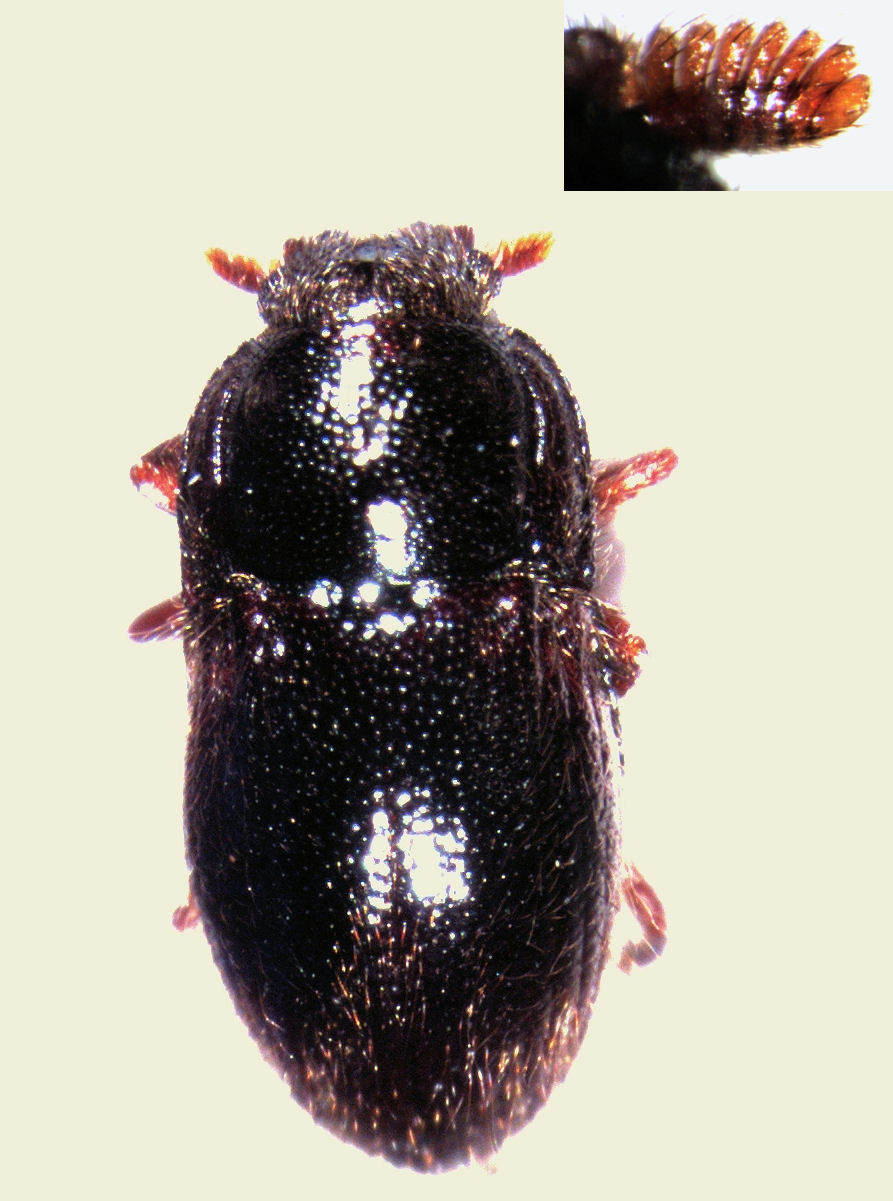
Parnida sp. (Fülescsápúbogár-félék)
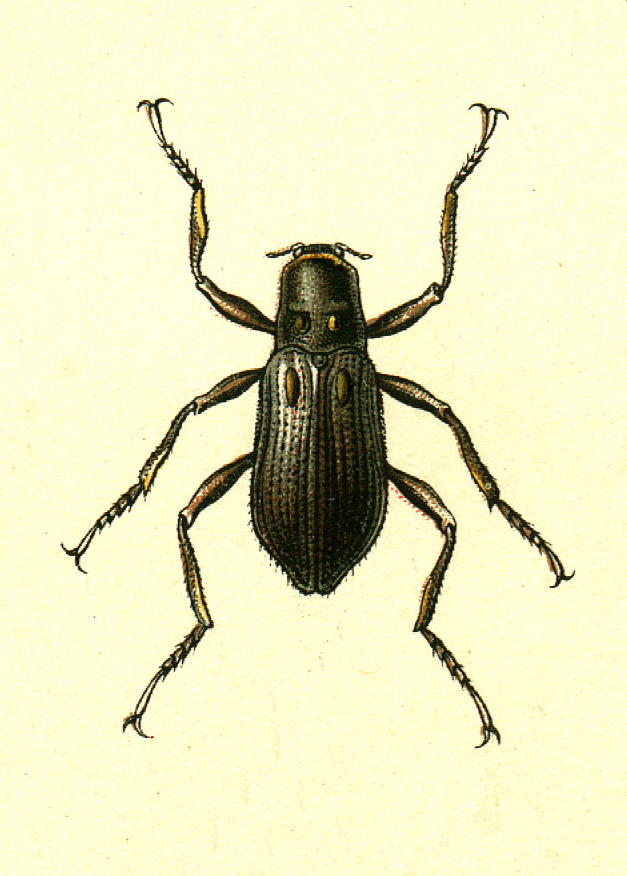
Macronychus quadrituberculatus (Karmosbogárfélék)